# North Gneiss
Der North Gneiss ist ein 260 m hoher Hügel mit abgeflachtem Gipfel auf Signy Island im Archipel der Südlichen Orkneyinseln. Er ist der nördliche der beiden Gneiss Hills.
Der Falkland Islands Dependencies Survey nahm zwischen 1947 und 1950 Vermessungen vor. Luftaufnahmen entstanden 1968 durch die Royal Navy. Das UK Antarctic Place-Names Committee benannte ihn 2004.